# Ankylomyrma coronacantha
Ankylomyrma coronacantha Bolton, 1973 è una formica della sottofamiglia Agroecomyrmecinae, unica specie del genere Ankylomyrma.

## Descrizione

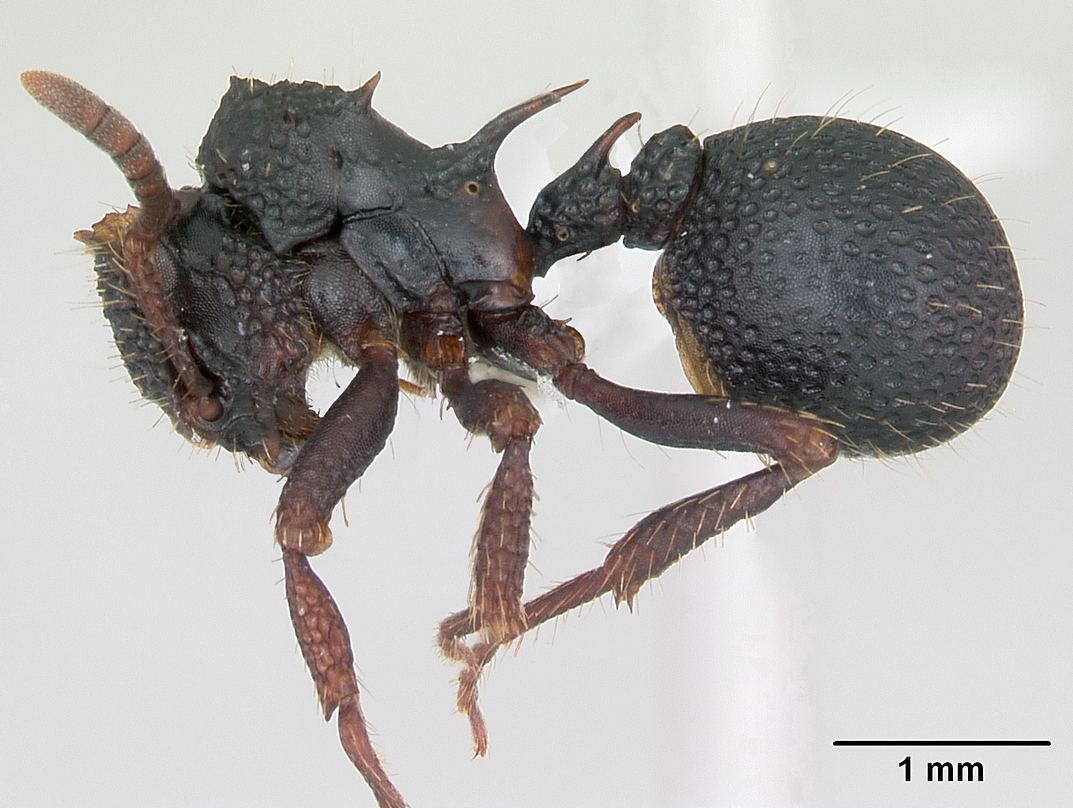
Visione laterale
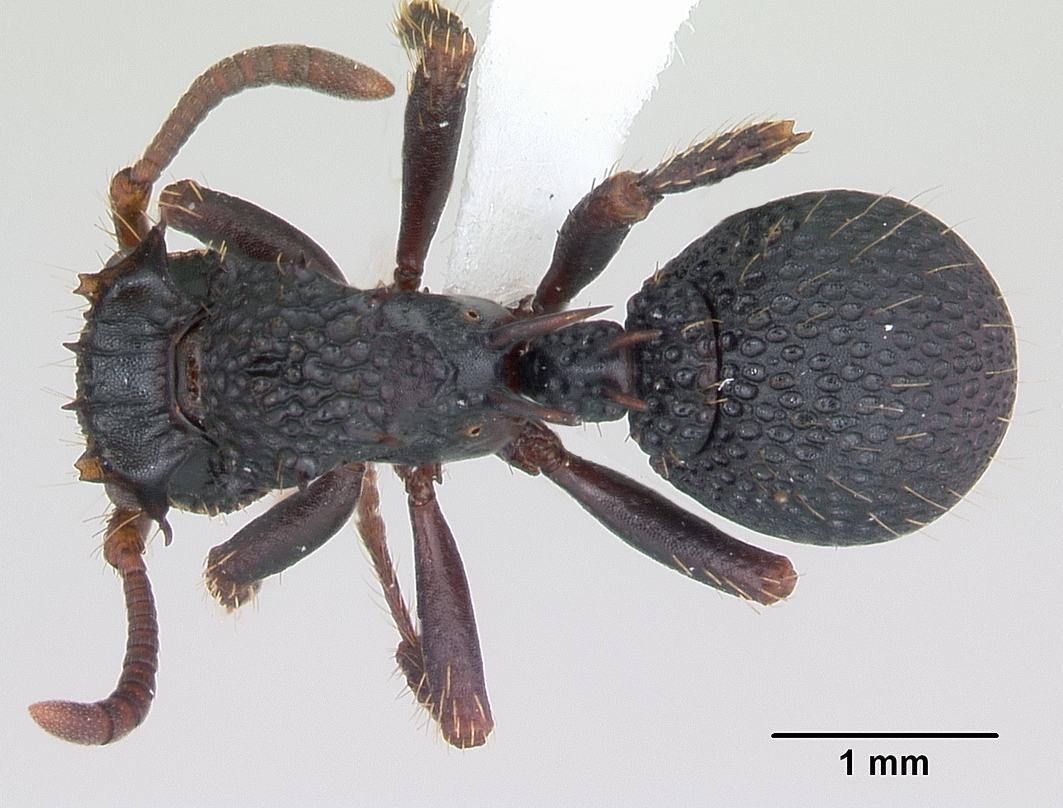
Visione dorsale
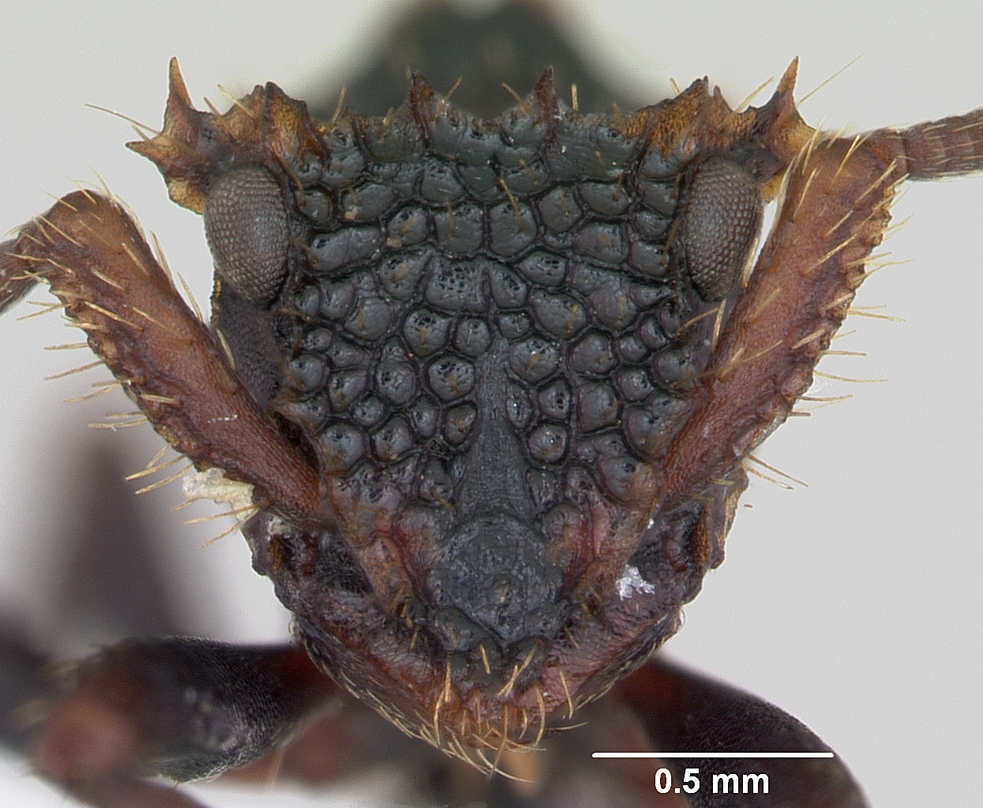
Testa

Sono conosciute solo le operaie di questa specie.

## Biologia
Visto l'elevato numero di spine presenti sul corpo sono stati supposti alcuni meccanismi di difesa dai predatori: se disturbata la formica potrebbe raggomitolarsi e lasciarsi cadere o rotolare via, oppure saldarsi alla superficie ed esporre l'armatura spinosa ai predatori. Tali comportamenti antipredatori sono stati in alcune specie del genere Cataulacus.

## Distribuzione e habitat
La specie è stata descritta in Ghana ed è presente anche in Camerun, Gabon e nella Repubblica Centrafricana.
È stata raccolta poco frequentemente, ma è sempre stata trovata in foresta.